# Félelem hálózata
A félelem hálózata, vagy félelmi hálózat (angolul: fear circuitry) a központi idegrendszernek egy olyan funkcionális egysége, mely a félelem kifejeződését szabályozza. A hálózatba klasszikusan limbikus agyterületek tartoznak, mint az amygdala, a hippocampus, a szaglógumó, az epiphysis, a hypothalamus, az elülső thalamikus magvak, vagy a preforntális kéreg, de mindig újabb és újabb területekkel bővül, mint a periakvaduktális szürkállomány, vagy a stria terminalis közbeékelt magvai.

## A hálózat tagjai

### Amygdala
Már a 20. században kimutatták rézuszmakákókon, hogy azok az állatok, amelyek korábban gondozóikkal szemben visszahúzódóak voltak, az amygdala műtéti eltávolítása után nem mutattak semmiféle félelmet, vagy agressziót az állatgondozók irányába, sőt szívesen fedeztek fel új tárgyakat függetlenül attól, hogy a számukra érdekes tárgy fenyegetésforrás közelében van.
A mai, magas felbontású vizsgálati módszerek lehetővé tették számunkra, hogy az amygdalát részleteiben megismerhessük, így manapság az amygdalát nem egy egységként kezeljük, hanem több, anatómiailag és élettanilag is jól körülhatárolható alegység összességeként. Elkülönítünk egy bazolaterális (BLA), és egy centrális részt (CeA). A BLA-n belül egy bazális (BA), egy bazomediális (BMA) egy laterális (LA) divíziót; a CeA-n belül pedig egy laterális (CeL), egy mediális (CeM) és egy kapszuláris (CeLc) divíziót különböztetünk meg. Mindkettő nagyobb amygdaláris egységben találunk számos nagy, sűrűn tüskézett piramis sejtet, és kisebb, csillagalakú, tüskeszegény, különböző fehérjemarkert tartalmazó interneuront.
Patkánymodellen bebizonyították, hogy a laterális amygdala optogenetikai stimulálásával félelmet keltő, negatív emlékek hozhatók létre. Mivel a periakvaduktális szürkeállomány (PAG) optogenetikai stimulálásával is hasonló érhető el, ezért valószínűsíthető, hogy indirekt kapcsolatok révén a PAG képes a LA félelmi tanulását modulálni.
A szabályozásban a CeA is kiemelt szerepet játszik, projekciókat küld más félelem-szabályozó agyterületekbe, de tartalmaz lokális gátló minihálózatokat is saját magában. Mindamellett, hogy GABAerg projekciókkal, diszinhibíció révén serkenti a ventrolaterális PAG-ot, ezzel félelmi választ előhívva, reciprokális kapcsolatokat alakít ki saját interneuronjai között. Saját interneuronjainak anatómiai kapcsolata ugyan egyre jobban feltérképezett, de azok félelmet szabályozó funkciói még vita tárgyát képzik. Kimutatták, hogy protein-kináz delta pozitív (PKC-δ+) CeL interneuronok képesek GABAerg gátlás révén a CeM-ben található, agytörzsbe projektáló kimeneti sejteket gátolni, ezért elnevezték a CeA PKC-δ+ neuronjait CeAKI, a PKC-δ- neuronjait pedig CeABE sejteknek. A félelem kifejeződését vizsgálva, meglepő módon azt találták, hogy a PKC-δ+ neuronok farmakológiai csendesítése a vélt CeAKI funkciója ellenére a félelmi válasz serkentését váltotta ki. Egy, a CeA-n belül nagy számban előforduló, másik GABAerg neurontípus, a szomatosztatint expresszáló (SOM+) interneuronok optogenetikai stimulációjával azonnali félelmi válasz (rágcsálók esetében dermedés) kelthető. Ugyanez a kutatás fényt derített arra is, hogy míg a SOM+ interneuronok "bekapcsolásával" félelmi válasz indukálható, a SOM+ interneuronokkal monoszinaptikus reciprokális kapcsolatot létesítő kortikotropin-felszabadító faktort expresszáló (CRF+) GABAerg interneuronok optogenetikai stimulációjával feltételes menekülés váltható ki.

### Thalamus
A thalamus számos alapvető, élethez elengedhetetlen folyamat szabályozója, mint az érzőpályákon érkező információk (a szaglást kivéve) rendezése és továbbítása a megfelelő agykérgi területek felé, vagy az alvás-ébrenlét szabályozása, azonban kevesen tudják, hogy a félelem modulációjában is meglehetősen fontos szerepet játszik. A dorzális, közpvonali thalamus egyik részének, a paraventrikuláris thalamus (PVT) projekcióinak vizsgálata során kiderült, hogy neuronjai erősen vetítenek a CeA-ba, és preferenciálisan a CeA SOM+ idegsejtjeit idegzik be. A PVT CeA-SOM+ sejtjeire vetítő projekcióit kemogenetikai úton gátolva, a félelmi tanulás és a félelmi memória kifejeződését csökkentette, így alátámasztva, hogy a félelmi tanuláshoz elengedhetetlen a PVT-CeA kommunikációja. Ezen felül megmutatták, hogy a félelmi memória kioltódásának vonatkozásában is rendkívül fontos szerepe van a dorzális, középvonali thalamus és a CeA kapcsolatának, sőt ezen kapcsolat modulálásában egy másik thalamikus struktúra, a nucleus reticularis thalami (nRT) is részt vesz. Az nRT a thalamus egyetlen gátló központjaként, javarészt parvalbumin pozitív, GABAerg interneuronokból áll, így sejtspecifikus rekombinációval, szelektíven az nRT parvalbumin pozitív idegsejtjeiben fejeztetve ki fényérzékeny fehérjét, lehetőség nyílt az nRT precíz ingerlésére és azt találták, hogy az nRT ilyen módú optogenetikai stimulációja a dorzális középvonali thalamus sejtjeinek mintegy 78%-át legátolta, ezzel a félelmi hangemlék kioltódását elősegítve. A dorzális középvonal thalamus félelemi-emlék-fenntartó funkcióját tovább erősíti, hogy ezen terület GABAerg agonistával, muscimollal történő kezelése megakadályozta a félelmi emlék kifejeződését.

### Prefrontális kéreg
Már rég óta ismert a prefrontális kéreg (mPFC) vagy prefrontális kortex félelemben betöltött szerepe, azonban számos új információ lát napvilágot még ma is a magatartásban betöltött szerepe kapcsán. Do-Monte és munkatársai rámutattak arra a lényeges tényre, hogy mint számos más agyterület esetében is, az mPFC egyik alrégiójának, a prelimbikus kéregnek (PrL) projekciói dinamikus változáson mennek keresztül a félelmi emlékek konszolidációjával. Az averzív eseményt korán (6 órával) követő félelmi memória előhívásban még a PrL-ből a BLA-ba érkező projekciók a dominánsak, majd az averzív emlék későbbi előhívásában (7 nap elteltével) már a PrL-ból a PVT-CeA tengelybe érkező projekciók a dominánsak, ezzel demonstrálván, hogy temporális átrendeződésen mehetnek át a félelmi engram előhívásáért felelős hálózatok.
Fontos kiemelni, hogy szükséges különbséget tenni a kulcsinger-indukálta félelem és a kontextuális félelem között: az eddigiekben jellemzően kulcsingerhez, hanghoz társított averzív stimulusok emlékéről beszéltünk, azonban fontos sok kulcsinger összessége által képzett kontextushoz kötődődő félelmi memóriát is értelmezni, hiszen számos pszichopatológia esetében nem egy kifejezett kulcsingerhez, hanem egy kontextushoz kötődő félelmi engram kóros előhívása a probléma forrása. Átfogó vizsgálatok utalnak arra, hogy az mPFC dorzális mediális alrégiójának specifikus principális neuronpopulációja is érintett a kontextuális félelem előhívásában, mégpedig a kontextusok közötti különbségtétel szabályozásával. Azt találták, hogy ezen neuronpopuláció a ventrolaterális PAG-ba vetít, és ezen projekciók optogenetikai aktiválása elősegítette a különböző kontextusok megkülönböztetését, míg gátlása a félelmi emlék általánosítását eredményezte.